# Love & Peace
Love & Peace é o terceiro álbum de estúdio em japonês (sétimo no geral) do girl group sul-coreano Girls' Generation. Foi lançado em 10 de dezembro de 2013, através da Nayutawave Records (Universal Music Group).
Três singles foram lançados antes do lançamento do álbum: "Love & Girls", atingindo a quarta posição na Oricon Chart e a terceira posição na Japan Hot 100, "Galaxy Supernova", que alcançou o terceiro lugar na Oricon e o quarto na Japan Hot 100 e "My Oh My".

## Antecedentes e desenvolvimento
O álbum foi lançado em quatro edições, cada edição contendo as mesmas doze canções. As quatro edições também contam com três diferentes capas de álbuns, sendo a edição limitada em Blu-ray e a edição limitada em DVD tendo a mesma capa.

## Lançamento e promoção
Em 25 de outubro de 2013, foi revelado que Girls' Generation lançaria seu terceiro álbum japonês no dia 11 de dezembro, mas no dia 10 de dezembro já estaria disponível digitalmente. "Galaxy Supernova", "Love & Girls", "Do The Catwalk", "Lingua Franca", "My Oh My" e "Beep Beep" (B-side de "Flower Power") foram lançadas antes do lançamento deste álbum.
Uma apresentação ao vivo gratuita de Love & Peace ocorreu em 14 de dezembro de 2013 na Yokohama Arena, com ingressos distribuídos através de um sorteio para quem comprar o álbum.
O álbum foi disponibilizado para pré-encomenda no iTunes para o Sudeste Asiático, Hong Kong e Índia, com a possibilidade de baixar "Motorcycle" após a compra. Sem ser lançado a canção Motorcycle conseguiu boas posições nos charts de Taiwan e do Japão

## Singles
"Love & Girls" subiu da sexta para a quarta posição na Oricon Daily Singles Chart em um dia. O single vendeu 42.796 cópias físicas durante a primeira semana e alcançou a quarta posição na Oricon Weekly Chart.
"Galaxy Supernova" alcançou o topo das paradas de pré-encomenda da Tower Records. O single estreou em quarto lugar na Oricon Daily Singles Chart. O single conseguiu vender 14.564 cópias físicas em seu segundo dia, alcançando o primeiro lugar na Oricon Daily Singles Chart. Uma semana após o lançamento, "Galaxy Supernova" vendeu 50.793 cópias físicas.
"My Oh My" foi lançado digitalmente no iTunes.

## Lista de faixas
| Edição Standard |                                    |                                                                                                |                                                                                                |         |  |
| N.º             | Título                             | Compositor(es)                                                                                 | Produtor(es)                                                                                   | Duração |  |
| 1.              | "Gossip Girls"                     | Kanata Okajima, Andreas Öberg & Maria Marcus                                                   | Andreas Öberg & Maria Marcus                                                                   | 03:16   |  |
| 2.              | "Motorcycle"                       | Maria Marcus & Andreas Öberg                                                                   | Maria Marcus & Andreas Öberg                                                                   | 03:31   |  |
| 3.              | "Flyers"                           | Steven Lee, Sebastian Thott & Didrik Thott                                                     | Sebastian Thott & Didrik Thott                                                                 | 04:04   |  |
| 4.              | "Galaxy Supernova"                 | Kamikaoru, Frederik Tao Nordsoe Schjoldan, Fridolin Nordsoe Schjoldan, Martin Hoberg Hedegaard | Kamikaoru, Frederik Tao Nordsoe Schjoldan, Fridolin Nordsoe Schjoldan, Martin Hoberg Hedegaard | 03:11   |  |
| 5.              | "Love & Girls"                     | Kamikaoru                                                                                      | Erik Lidbom, Ronny Svendsen, Anne Judith Wik                                                   | 03:06   |  |
| 6.              | "Beep Beep"                        | Jeff Miyahara, Anne Judith Wik, Ronny Svendsen, Nermin Harambasic, Robin Jenssen               | Dsign Music                                                                                    | 03:21   |  |
| 7.              | "My Oh My"                         | Erik Lewander, Ylva Dimberg, Louis Schoorl                                                     | Erik Lewander, Ylva Dimberg, Louis Schoorl                                                     | 03:10   |  |
| 8.              | "Lips"                             | Daniel "Obi" Klein & Charlie Taft                                                              | Daniel "Obi" Klein & Charlie Taft                                                              | 03:48   |  |
| 9.              | "Do The Catwalk"                   | Junji Ishiwatari                                                                               | Kanata Okajima, Andreas Öberg, Maria Marcus                                                    | 04:01   |  |
| 10.             | "Karma Butterfly"                  | Grace Tither, Christian Vinten                                                                 | Christian Vinten                                                                               | 03:13   |  |
| 11.             | "Lingua Franca (リンガ・フランカ)" | Hidenori Tanaka, Agehasprings                                                                  | Andreas Öberg, Jon Hallgren, Ylva Dimberg                                                      | 03:07   |  |
| 12.             | "Everyday Love"                    | Obi Mhondera, Tim Hawes, Katerina Bramley, Tom Diekmeier                                       | Obi Mhondera, Tim Hawes, Katerina Bramley, Tom Diekmeier                                       | 03:30   |  |
| Duração total:  | Duração total:                     | Duração total:                                                                                 | Duração total:                                                                                 | 41:15   |  |

| Edição Limitada (Blu-ray) |                                |         |  |
| N.º                       | Título                         | Duração |  |
| 1.                        | "Beep Beep"                    |         |  |
| 2.                        | "Love & Girls"                 |         |  |
| 3.                        | "Galaxy Supernova"             |         |  |
| 4.                        | "My Oh My"                     |         |  |
| 5.                        | "Making of 'Galaxy Supernova'" |         |  |
| 6.                        | "Making of 'My Oh My'"         |         |  |

| Primeira Edição Limitada (Blu-ray ou DVD) |                                      |         |  |
| N.º                                       | Título                               | Duração |  |
| 1.                                        | "Beep Beep"                          |         |  |
| 2.                                        | "Love & Girls"                       |         |  |
| 3.                                        | "Love & Girls" (Versão de dança)     |         |  |
| 4.                                        | "Galaxy Supernova"                   |         |  |
| 5.                                        | "Galaxy Supernova" (Versão de dança) |         |  |
| 6.                                        | "My Oh My"                           |         |  |

## Paradas e certificações

### Oricon
| Lançamento             | Parada da Oricon     | Vendas de estreia | Vendas totais |
| ---------------------- | -------------------- | ----------------- | ------------- |
| 11 de dezembro de 2013 | Daily Albums Chart   | 37,386            | 56,497        |
| 11 de dezembro de 2013 | Weekly Albums Chart  | —                 | —             |
| 11 de dezembro de 2013 | Monthly Albums Chart | —                 | —             |
| 11 de dezembro de 2013 | Yearly Albums Chart  | —                 | —             |

## Desempenho nas paradas

### Álbum
| Parada                              | Melhor posição |
| ----------------------------------- | -------------- |
| Japan Oricon Daily Albums           | 1              |
| Japan Oricon Weekly Albums          | —              |
| Singapore HMV Korean-Japanese Chart | 1              |

### Vendas e certificações
| Tabela                                  | Quantidade |
| --------------------------------------- | ---------- |
| Oricon vendas físicas                   | —          |
| RIAJ certificação de encomendas físicas | —          |

## Histórico de lançamento
| País      | Data                   | Formato              | Edição                   | Gravadora          |
| --------- | ---------------------- | -------------------- | ------------------------ | ------------------ |
| Brunei    | 10 de dezembro de 2013 | Download digital     | Standard                 | Nayutawave Records |
| Camboja   | 10 de dezembro de 2013 | Download digital     | Standard                 | Nayutawave Records |
| Filipinas | 10 de dezembro de 2013 | Download digital     | Standard                 | Nayutawave Records |
| Hong Kong | 10 de dezembro de 2013 | Download digital     | Standard                 | Nayutawave Records |
| Índia     | 10 de dezembro de 2013 | Download digital     | Standard                 | Nayutawave Records |
| Indonésia | 10 de dezembro de 2013 | Download digital     | Standard                 | Nayutawave Records |
| Laos      | 10 de dezembro de 2013 | Download digital     | Standard                 | Nayutawave Records |
| Malásia   | 10 de dezembro de 2013 | Download digital     | Standard                 | Nayutawave Records |
| Singapura | 10 de dezembro de 2013 | Download digital     | Standard                 | Nayutawave Records |
| Sri Lanka | 10 de dezembro de 2013 | Download digital     | Standard                 | Nayutawave Records |
| Tailândia | 10 de dezembro de 2013 | Download digital     | Standard                 | Nayutawave Records |
| Vietnã    | 10 de dezembro de 2013 | Download digital     | Standard                 | Nayutawave Records |
| Japão     | 11 de dezembro de 2013 | CD, download digital | Standard                 | Nayutawave Records |
| Japão     | 11 de dezembro de 2013 | CD+DVD ou Blu-ray    | Primeira Edição Limitada | Nayutawave Records |
| Japão     | 11 de dezembro de 2013 | CD+Blu-ray           | Limitada                 | Nayutawave Records |